# Il meraviglioso paese
Il meraviglioso paese (The Wonderful Country) è un film del 1959 diretto da Robert Parrish.

## Trama
Il pistolero Martin Brady viene ingaggiato da uno dei due boss messicani fratelli Castro, Cipriano, governatore (l'altro, Marcos, è generale dell'esercito). I due non si amano, anzi, vorrebbero ciascuno fare la pelle all'altro.
Incaricato di recarsi negli Stati Uniti per trattare l'acquisto di un carico di fucili e relative munizioni, non riesce a portare a compimento l'impresa poiché si rompe accidentalmente una gamba.
Curato dal dott. Stovall, egli soggiorna per la sua convalescenza presso due statunitensi di origine tedesca, Ben e Ludwig. L'esperienza di Brady lo rende ambito dal comandante locale dell'esercito statunitense, maggiore Colton, e dal capitano dei Ranger del Texas Rucker, che stanno progettando una missione armata contro una tribù di apache ostili basata nel territorio messicano controllato dai Castro.
Il capitano Rucker sa che Brady si era vendicato per l'assassinio del padre, ma non risultano condanne a suo carico. Tuttavia il suo innamoramento (ricambiato) per la moglie di Colton, Helen, e l'uccisione di un tale che gli aveva sparato, lo costringono al rientro in Messico (su di lui pende ora una taglia di 200 dollari). Così egli si trova al centro della faida fra i due fratelli Castro, il generale Marcos, che vorrebbe eliminare Cipriano per subentrargli nella carica di governatore, e quest'ultimo, che vorrebbe eliminare il fratello per evitare di diventarne la vittima. Una delegazione di personalità statunitensi, tra le quali il maggiore Colton, giunge in visita al governatore Cipriano e viene stipulato un accordo per un'azione congiunta in territorio messicano contro gli apache. In quell'occasione Brady reincontra Helen, che gli rinfaccia la sua "dipendenza" dalle armi. Poco dopo Cipriano lo incarica di uccidergli il fratello, ma Brady si rifiuta e se ne va, invano inseguito dagli uomini di Cipriano, uno dei quali, suo amico da lunga data, ne favorisce la fuga.
Dopo aver sostato a lungo presso un ranchero messicano, che vive vicino al confine con gli Stati Uniti, lui e il ranchero, che stavano andando incontro agli Apache che minacciavano quei territori e la fattoria, incontrano ciò che resta del reparto del maggiore Colton, diretto al punto d'incontro stabilito con le truppe messicane, che era stato attaccato dagli apache; il maggiore stesso è stato gravemente ferito. Brady si aggrega ai militari e strada facendo scorge, nella pianura sottostante, un gruppo di apache, che sta conducendo un carro pieno di fucili e munizioni. Colton ordina di attaccarli per riprendere le armi ed è l'ultimo ordine che impartisce. Grazie all'abilità di Brady, che assume di fatto il comando dell'azione, il carro e relativo carico vengono recuperati e tutti gli apache, tra i quali il luogotenente del capo tribù ribelle, vengono eliminati. Subito dopo Colton esala l'ultimo respiro, non prima di aver consegnato a Brady il suo anello da portare alla moglie Helen. Giunti al punto d'incontro con i messicani, il reparto del defunto Colton e il capitano dei rangers Rucker, aggregato alla spedizione, trovano il generale Marcos, il quale è riuscito a far assassinare il fratello Cipriano ed a subentrargli anche nella carica di Governatore. Marcos dichiara terminata la collaborazione fra i due eserciti, iniziata dal defunto fratello, ed intima agli statunitensi di lasciare il territorio messicano entro dodici ore; inoltre pretende anche la consegna di Brady, che vorrebbe far passare per assassino del fratello. Gli americani si rifiutano (Rucker informa Brady inoltre che molti testimoni oculari giurano che Brady ha ucciso per legittima difesa) e così a Brady non resta che la fuga. Egli si dirige verso il confine con gli Stati Uniti, ma quando è in vista del fiume che lo marca, il Rio Grande, viene fatto segno ai colpi di rivoltella del sicario inviatogli alle costole dal generale Marcos. Il sicario riesce a colpirgli il cavallo, ma Brady lo fa secco subito dopo. Quindi, soppresso il cavallo rimasto ferito e abbandonati il cinturone con la pistola, si accinge al rientro in patria, riattraversando a guado il Rio Grande.